# Stazione di Basiliano
Stazione di Basiliano vasútállomás Olaszországban, Basiliano településen.

## Vasútvonalak
Az állomást az alábbi vasútvonalak érintik:
- Velence–Udine-vasútvonal

## Kapcsolódó állomások
A vasútállomáshoz az alábbi állomások vannak a legközelebb:
- Stazione di Codroipo
- Stazione di Udine